# Haïtiaans-Surinaamse betrekkingen

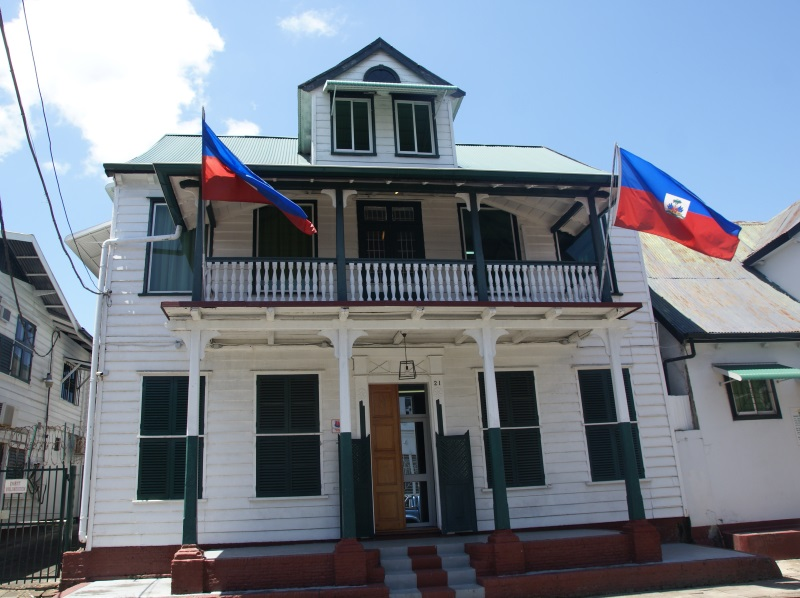
Haïtiaans consulaat

Haïtiaans-Surinaams betrekkingen verwijzen naar de huidige en historische betrekkingen tussen Haïti en Suriname.

## Diplomatieke missies
- Surinaams consulaat in Port-au-Prince[1]
- Haïtiaans consulaat in Paramaribo

## Geschiedenis
Begin november 1975, enkele weken voor de onafhankelijkheid van Suriname, behoorde Haïti tot een grote groep van landen die steun aankondigden voor resolutie 382 met het doel Suriname toe te laten tot de Verenigde Naties. Sinds ten minste het begin van de jaren 1980 is er een luchtverbinding van de SLM met het land.
Haïti was in 1985 een van de toevluchtsoorden van de zes leden van de Groep van Zestien. Zij vreesden dat zij gevangengenomen zouden kunnen worden, omdat legerleider Desi Bouterse gesprekken voerde over de terugkeer naar een democratie met de leiders van de toen verboden partijen NPS en VHP, Henck Arron en Jagernath Lachmon.

## Migratie
14 juli 1977 wordt gerekend als de dag waarop zich de eerste Haïtianen in Suriname vestigden. Het ging om een groep van 48 contractarbeiders die vanuit Sint Maarten aanreisden. Zij kwamen om te werken in het suikerbedrijf Mariënburg, dat ook voor onderdak zorgde.
Sinds 2017 is de Haïtiaanse Eenheidsmarkt (Mâche Unité) aan de Drambrandersgracht in Paramaribo geopend.
Bij de Internationale Dag ter Herinnering aan de Slavenhandel en de Afschaffing ervan van UNESCO, jaarlijks op 23 augustus, wordt ook in Suriname stilgestaan. In de afschaffing van de slavernij heeft de Haïtiaanse Revolutie in de jaren vanaf 1791 een belangrijke rol gespeeld. Op de herdenking in Suriname kwamen in 2021 weinig Haïtiaanse geïnteresseerden af.